# Dinoponera
Genre
Dinoponera est un genre d'insectes de la famille des Formicidae, de la sous-famille des Ponerinae et de la tribu des Ponerini. Ce sont les plus grandes fourmis au monde, les femelles pouvant mesurer 3 à 4 cm de long.

## Historique et dénomination
Le genre Dinoponera a été décrit par l'entomologiste allemand Julius Roger, en 1861.

## Taxinomie
Liste des espèces et sous-espèces
- Dinoponera australis Emery, 1901
  - Dinoponera australis australis Emery, 1901
  - Dinoponera australis bucki Borgmeier, 1937
  - Dinoponera australis nigricolor Borgmeier, 1937
- Dinoponera gigantea (Perty, 1833)
- Dinoponera longipes Emery, 1901
- Dinoponera lucida Emery, 1901
- Dinoponera mutica Emery, 1901
- Dinoponera quadriceps Kempf, 1971